# Hana Kvapilová
Hana Kvapilová, född Kubešová 29 november 1860 i Prag, död där 8 april 1907, var en tjeckisk skådespelare och författare. Hon var gift med Jaroslav Kvapil.
Kvapilová var av den tjeckiska scenens förnämsta artister. Litterärt begåvad, författade hon en mängd sceniska studier och skisser, som under titeln Literární pozŭstalost Hany Kvapilové utgavs 1907 efter hennes död.